# Artigasia
Artigasia é um género de nematelmintos pertencente à família Hystrignathidae. Foi descrito a partir do ceco intestinal de Passalus interstitialis de Escaleras de Jaruco, província de La Habana, e El Pan de Matanzas, província de Matanzas, ambos em Cuba.
Espécies:
- Artigasia ensicrinata (Hunt, 1981)
- Artigasia milerai Morffe & García, 2010
- Artigasia monodelpha Travassos & Kloss, 1958
- Artigasia pauliani Théodoridès, 1955